# Craig Newsome
Craig Newsome (San Bernardino, 10 agosto 1971) è un ex giocatore di football americano statunitense che ha giocato nel ruolo di cornerback nella National Football League (NFL). Fu scelto nel corso del primo giro (32º assoluto) del Draft NFL 1995 dai Green Bay Packers. Al college giocò a football all'Università statale dell'Arizona.

## Carriera da giocatore
Newsome fu scelto dai Green Bay Packers nel primo giro del Draft 1995. Nella sua stagione da rookie disputò tutte le 16 gare come titolare, facendo registrare un intercetto. Anche nella stagione successiva giocò sempre come titolare, con 2 intercetti, vincendo il Super Bowl XXXI contro i New England Patriots in cui mise a segno un intercetto su Drew Bledsoe e forzò un fumble. Il 19 settembre 1999 fu scambiato coi San Francisco 49ers con cui disputò l'ultima stagione della carriera.

## Palmarès
- Super Bowl : 1

Green Bay Packers: XXXI
- National Football Conference Championship: 2

Green Bay Packers: 1996, 1997

## Statistiche
| Partite totali | 53 |
| Intercetti     | 4  |